# Dolný Bar
Dolný Bar este o comună slovacă, aflată în districtul Dunajská Streda din regiunea Trnava. Localitatea se află la altitudinea de 114 m deasupra n.m., se întinde pe o suprafață de 8,2 km2 și în 2017 număra 695 de locuitori.

## Istoric
Localitatea Dolný Bar este atestată documentar din 1245.

## Demografie
| An:                | 1994 | 2004    | 2014   | 2024    |
| ------------------ | ---- | ------- | ------ | ------- |
| Număr de persoane: | 474  | 560     | 610    | 1023    |
| Diferență:         |      | +18,14% | +8,92% | +67,70% |

| An:                | 2023 | 2024   |
| ------------------ | ---- | ------ |
| Număr de persoane: | 989  | 1023   |
| Diferență:         |      | +3,43% |